# Otia Imperialia

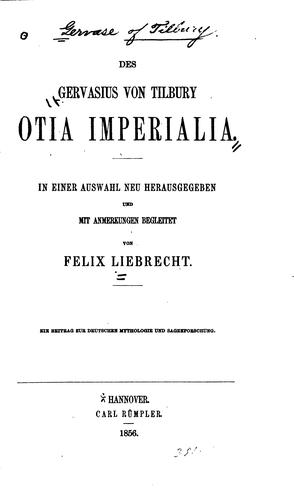
Página de título da edição de 1856

Otia Imperialia ("Recreação para um Imperador") é uma obra enciclopédica do início do século XIII, a obra mais conhecida de Gervásio de Tilbury. É um exemplo de literatura speculum. Também conhecida como o "Livro das Maravilhas", trata principalmente dos três campos da história, geografia e física, mas sua credibilidade foi questionada por numerosos estudiosos, incluindo o filósofo Gottfried Leibniz, que foi alertado para o fato de que contém muitas histórias míticas. Sua maneira de escrever talvez se deve ao fato de a obra ter sido escrita para fornecer entretenimento ao Sacro Imperador Romano Oto IV. No entanto, muitos estudiosos a consideram uma obra muito importante, pois "reconhece a correção das reivindicações papais no conflito entre Igreja e Império." Foi escrita entre 1210 e 1214, embora alguns forneçam as datas como entre 1209 e 1214 e numerosos autores afirmam que foi publicada c.1211. Essas datas anteriores devem ser questionadas, no entanto, pois as Otia contêm histórias que ocorreram em 1211 e posteriormente. S. E. Banks e James W. Binns, editores e tradutores do que é considerado a versão definitiva das Otia, sugerem que a obra foi concluída nos últimos anos da vida de Oto IV, dizendo "parece mais provável [...] que a obra foi enviada a Oto por volta de 1215", devido à inclusão da morte de Guilherme, o Leão, Rei da Escócia, que ocorreu em 1214, e ao fato de que Rei João ainda estava vivo quando foi escrita; João morreu em 1216.

## Contexto
De origem inglesa, Gervásio nasceu em Essex mas tinha laços familiares com Wiltshire. Viajou amplamente, estudou e ensinou direito canônico na Bolonha, esteve em Veneza em 1177, e na reconciliação do Papa Alexandre III e Frederico Barbarossa.
Passou algum tempo a serviço de Henrique II de Inglaterra, e de seu filho, Henrique, o Jovem Rei. Para este último, compôs um Liber facetiarum ('Livro de entretenimento'), agora perdido, bem como a base para o que se tornaria as Otia Imperialia. Após 1189, Gervásio mudou-se para Arles, onde se tornou Juiz. Gervásio acompanhou Oto de Brunswick a Roma em 1209 para sua coroação imperial e esteve enredado na luta do papado com seu patrono Oto, que foi excomungado pelo Papa Inocêncio III.
Gervásio empregou os anos seguintes, de 1210 a 1214, escrevendo as Otia Imperialia para seu patrono. As Otia foram escritas numa época em que outras descrições enciclopédicas do mundo estavam sendo produzidas e traduzidas, como o Summarium Heinrici, o Hortus deliciarum (Herrada de Landsberg), o Liber exceptionum (Ricardo de Saint-Victor, Jean Châtillon), o De proprietatibus rerum (Bartolomeu Ânglico), e o Speculum naturale (Vicente de Beauvais).

## Conteúdo
As Otia imperialia de Gervásio são uma obra enciclopédica sobre história, geografia, física e folclore, na tradição da literatura speculum. Às vezes é associada ao Mapa de Ebstorf, a ponto de alguns afirmarem que o mapa foi feito para acompanhar o texto, mas isso é assunto de debate contínuo.
O texto está dividido em três partes (decisiones). A primeira é uma história do mundo desde a Criação até o Dilúvio. A segunda é um tratado geográfico sobre as regiões do mundo conhecido, como dividido entre os três filhos de Noé. A terceira seção, partes da qual foram reimpresas separadamente do resto do livro, é um compêndio de maravilhas.
Como a Imago mundi de Honório de Autun e o Speculum naturale de Vicente de Beauvais, as Otia imperialia contêm fábulas atribuídas a Plínio, o Velho e Solino, bem como outros contos e crenças populares, incluindo o Chifre das Fadas, uma variedade de Gloucester da difundida lenda da taça das fadas; os poderes sobrenaturais de Virgílio; a crença popular de que a batina de um padre poderia ser vista como um elemento que colocava os bons cristãos contra o Diabo; e a primeira instância registrada da Lenda de Wandlebury, que Gervásio resume da seguinte forma:
Na Inglaterra, nas fronteiras da diocese de Ely, há uma cidade chamada Cantabrica, logo fora da qual há um lugar conhecido como Wandlebria, pelo fato de que os Wandeli, quando devastavam a Bretanha e matavam selvagemente os cristãos, colocaram seu acampamento lá. Agora, no topo da colina onde montaram suas tendas, há um espaço nivelado cercado de trincheiras com um único ponto de entrada, como um portão. Uma lenda muito antiga existe, preservada na tradição popular, de que se um guerreiro entrar neste espaço nivelado na calada da noite ao luar e gritar 'Cavaleiro a cavaleiro, venha adiante', ele será imediatamente confrontado por um guerreiro armado para a luta, que investindo cavalo contra cavalo, ou desmontará seu adversário ou será ele mesmo desmontado.
Gervásio relata que um cavaleiro chamado Osbert Fitz Hugh uma vez testou a história, e a lenda diz que ele derrotou o cavaleiro fantasma, até roubando seu cavalo como prêmio, mas foi ferido na coxa pela lança de seu oponente ao partir.
Algumas lendas são encontradas apenas nas Otia imperialia, incluindo duas mais tarde incluídas na influente obra The Fairy Mythology de Thomas Keightley. Uma descreve os "netunos" ou "portunes", humanoides diminutos encontrados na França e Inglaterra, que ajudam os camponeses a terminar suas tarefas domésticas, mas também se deleitam em conduzir os cavalos dos viajantes ingleses para a lama. Outra é o Grant, uma criatura da lenda inglesa que se assemelha a "um potro de um ano, empinando nas patas traseiras" e que corre pelas cidades para avisar sobre incêndio iminente. Esta crença persistiu bem até o século XX em Cambridgeshire, embora aplicada a lebres.

## Recepção
Durante os três séculos seguintes, foi muito lida, e foi duas vezes traduzida para o francês: por Jean d'Antioche no século XIII e Jean de Vignay no século XIV. Gottfried Leibniz, que editou partes dela, chamou-a de "saco cheio de contos tolos de velha", enquanto seus editores modernos da Oxford University Press relatam menos desdenhosamente "uma riqueza de relatos de folclore e crença popular". Os apologistas católicos a respeitam acima de tudo pelo apoio que oferece às reivindicações papais de Inocêncio em seus conflitos entre Igreja e Império. Partes dela foram impressas em Historiie Francorum Scriptores (André Duchesne, 1641), e por Joachim Johann Mader (1673). Grandes partes foram publicadas em Scriptores Rerum Brunsvicensium (G. G. Leibnitz, 1707–10). A terceira parte das Otia foi editada por Felix Liebrecht e publicada por Carl Rümpler (1856).